# Якобсвайлер
Якобсвайлер (нем. Jakobsweiler) — община в Германии, в земле Рейнланд-Пфальц. 
Входит в состав района Доннерсберг. Подчиняется управлению Кирхгаймболанден.  Население составляет 239 человек (на 31 декабря 2010 года). Занимает площадь 2,40 км².